# Asako Takakura
Asako Takakura (高倉 麻子, 19 d'abril de 1968) és una exfutbolista japonesa.

## Selecció del Japó
Va debutar amb la selecció del Japó el 1984. Va disputar 79 partits amb la selecció del Japó. Ha disputat Copa del Món de 1991, 1995 i Jocs Olímpics d'estiu de 1996.

## Estadístiques
| Selecció del Japó | Selecció del Japó | Selecció del Japó |
| Anys              | Partits           | Gols              |
| ----------------- | ----------------- | ----------------- |
| 1984              | 3                 | 0                 |
| 1985              | 0                 | 0                 |
| 1986              | 11                | 3                 |
| 1987              | 3                 | 4                 |
| 1988              | 3                 | 0                 |
| 1989              | 6                 | 3                 |
| 1990              | 4                 | 2                 |
| 1991              | 12                | 4                 |
| 1992              | 0                 | 0                 |
| 1993              | 5                 | 6                 |
| 1994              | 7                 | 2                 |
| 1995              | 9                 | 0                 |
| 1996              | 10                | 0                 |
| 1997              | 0                 | 0                 |
| 1998              | 0                 | 0                 |
| 1999              | 6                 | 5                 |
| Total             | 79                | 29                |